# Parafia św. Apostołów Piotra i Pawła w Kaliszu
Parafia Świętych Apostołów Piotra i Pawła w Kaliszu – rzymskokatolicka  parafia w dekanacie Kalisz II. Erygowana w roku 1988. Mieści się przy placu Bohaterów Westerplatte. Duszpasterstwo prowadzą w niej księża diecezjalni.

## Proboszczowie
1. ks. prał. mgr Stanisław Tofil
2. ks. kan. mgr Jacek Piekielny